# Środa Śląska (gmina)
Środa Śląska – gmina miejsko-wiejska w województwie dolnośląskim, w powiecie średzkim. W latach 1975–1998 gmina położona była w województwie wrocławskim.
Siedziba gminy to Środa Śląska.
Według danych z 30 czerwca 2004 gminę zamieszkiwało 18 998 osób. Natomiast według danych z 30 czerwca 2020 roku gminę zamieszkiwało 19 908 osób.

## Struktura powierzchni
Według danych z roku 2002 gmina Środa Śląska ma obszar 214,93 km², w tym:
- użytki rolne: 73%
- użytki leśne: 17%

Gmina stanowi 30,54% powierzchni powiatu.

## Demografia

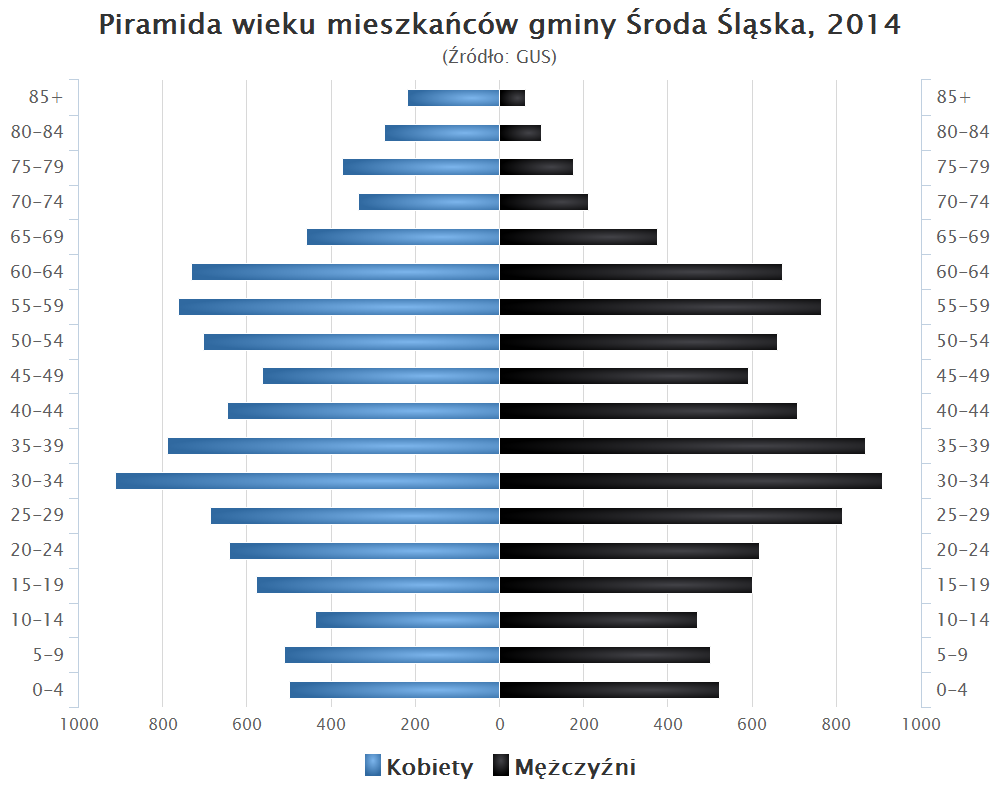
Piramida wieku mieszkańców gminy Środa Śląska w 2014 roku

Dane z 30 czerwca 2004:
| Opis                              | Ogółem | Ogółem | Kobiety | Kobiety | Mężczyźni | Mężczyźni |
| --------------------------------- | ------ | ------ | ------- | ------- | --------- | --------- |
| jednostka                         | osób   | %      | osób    | %       | osób      | %         |
| populacja                         | 18 998 | 100    | 9737    | 51,3    | 9261      | 48,7      |
| gęstość zaludnienia (mieszk./km²) | 88,4   | 88,4   | 45,3    | 45,3    | 43,1      | 43,1      |

## Transport
Przez gminę Środa Śląska przebiegają ważne szlaki komunikacyjne: 
- 94 Gliwice - Wrocław - Zielona Góra - Szczecin oraz
- droga wojewódzka nr 346 Środa Śląska - Kąty Wrocławskie - Oława.

Istotnym atutem gminy jest połączenie z autostradą
 Drezno - Wrocław - Kijów.
Odcinek autostrady jest częścią trasy europejskiej .
Przez gminę prowadzi linia kolejowa E-30 Wrocław - Zgorzelec - Drezno.

## Sąsiednie gminy
Brzeg Dolny, Kostomłoty, Malczyce, Miękinia, Udanin, Wądroże Wielkie, Wołów

## Galeria

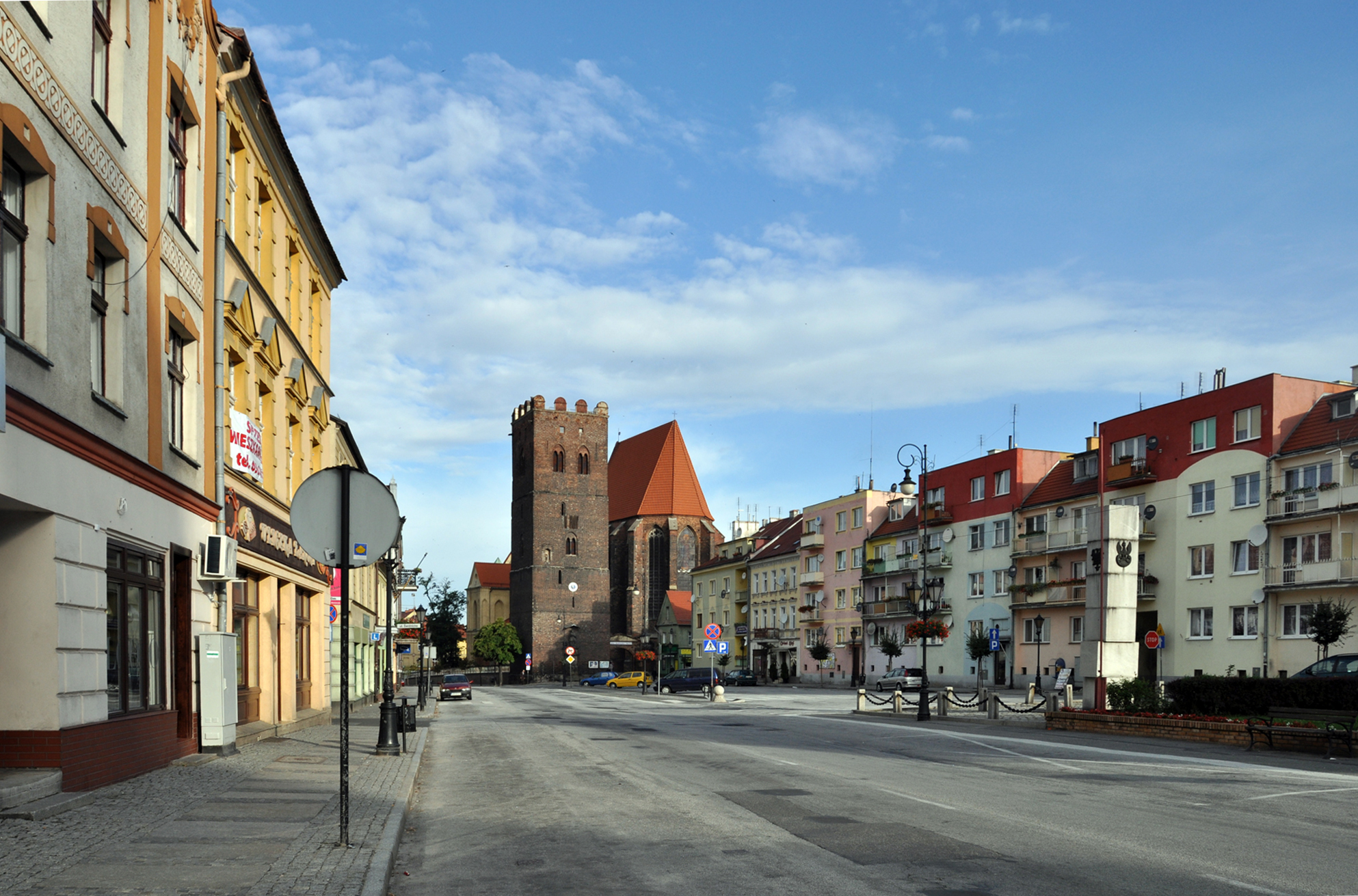
Środa Śląska
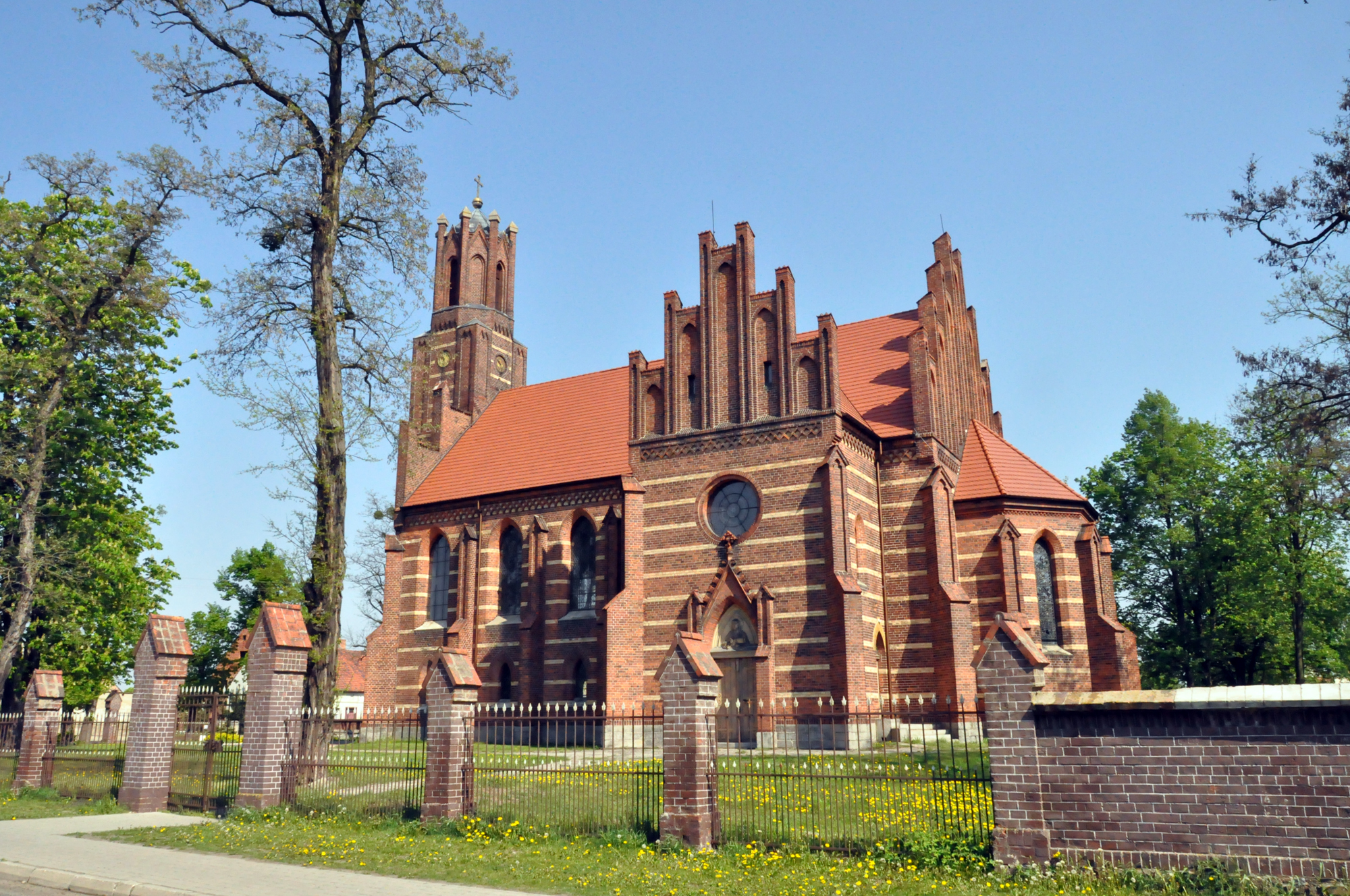
Szczepanów
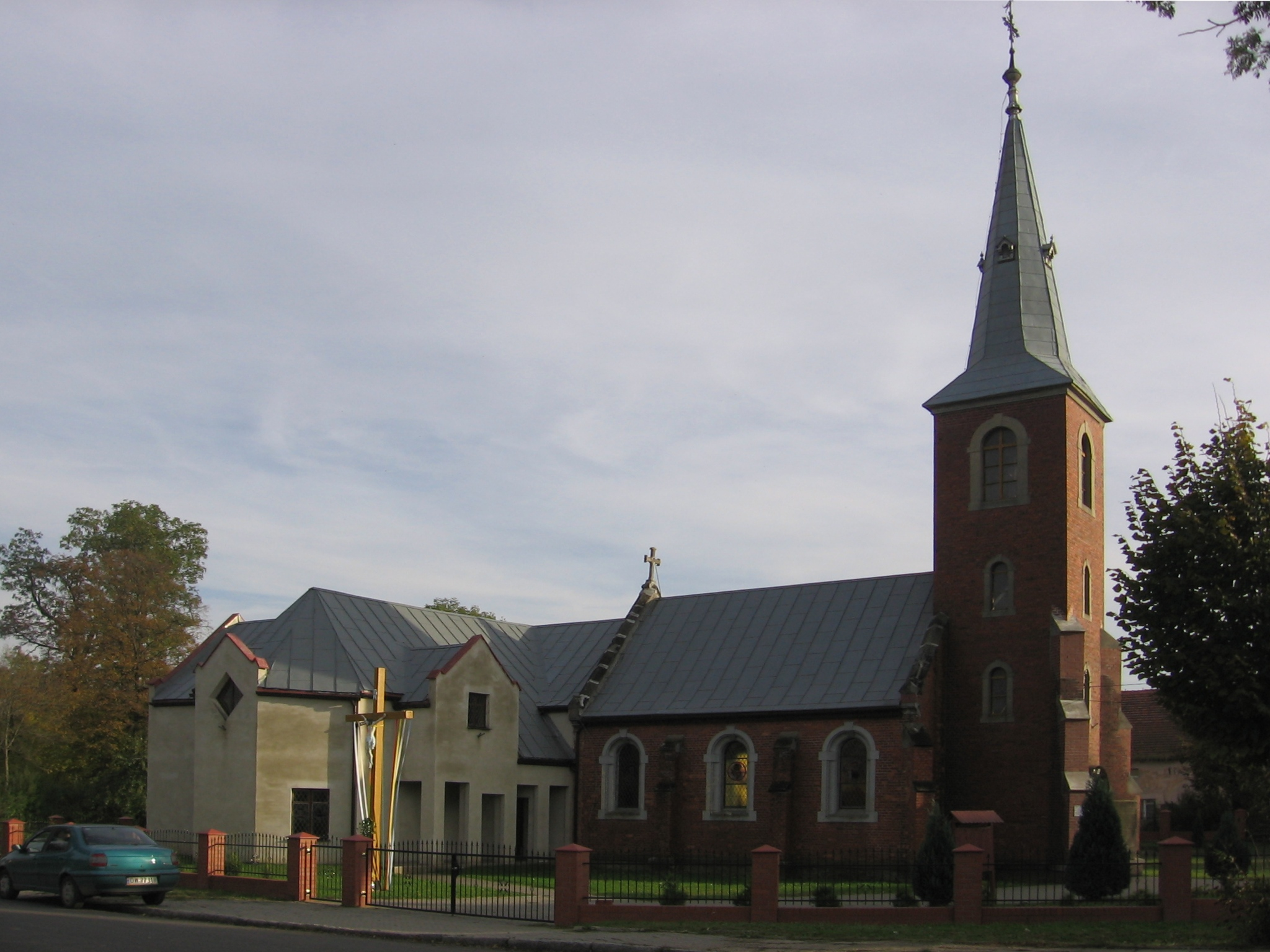
Rakoszyce
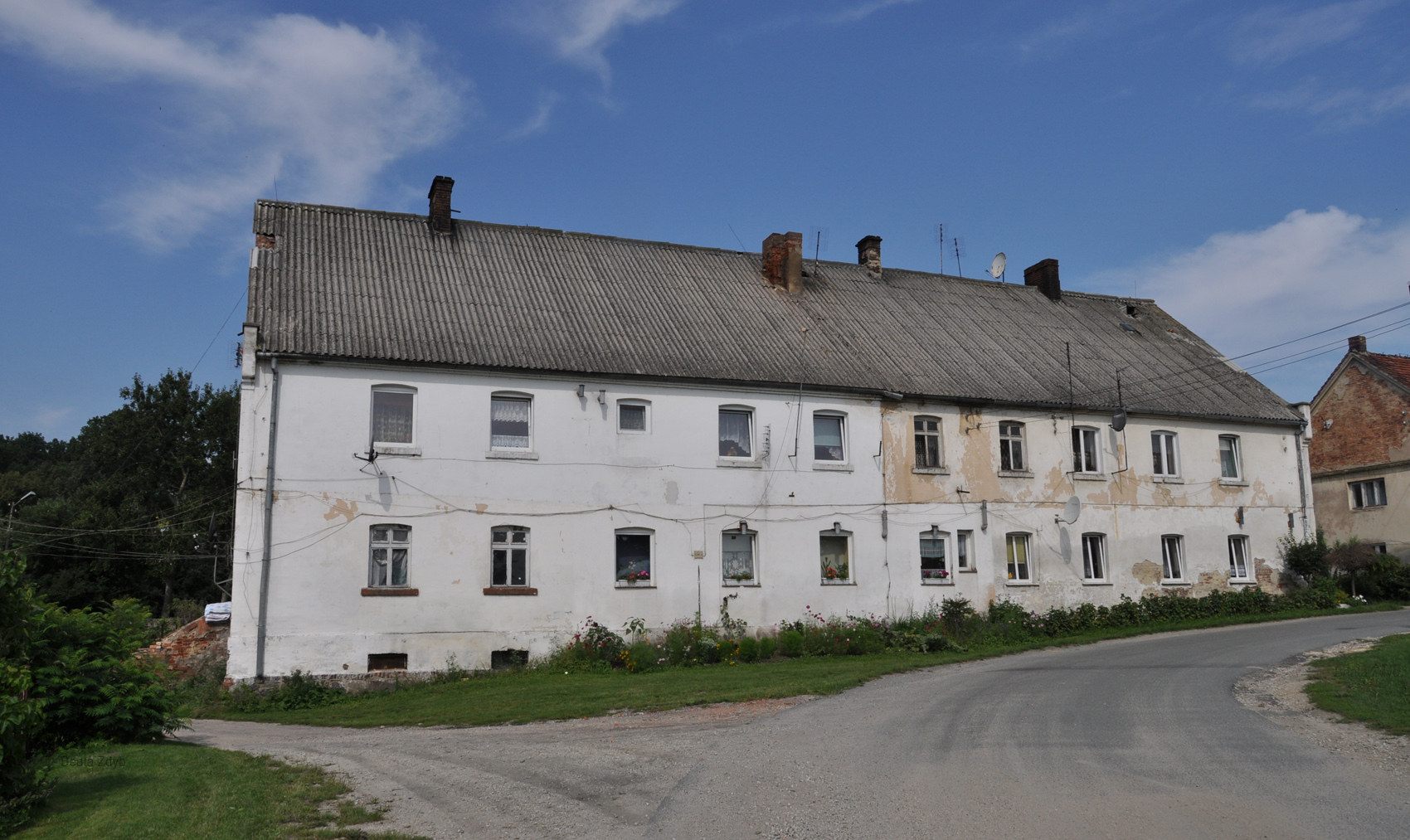
Ogrodnica
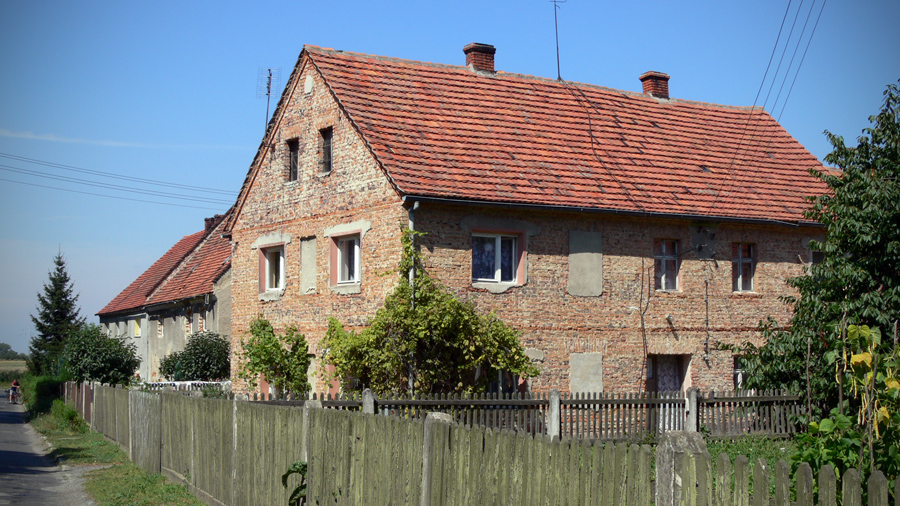
Cesarzowice
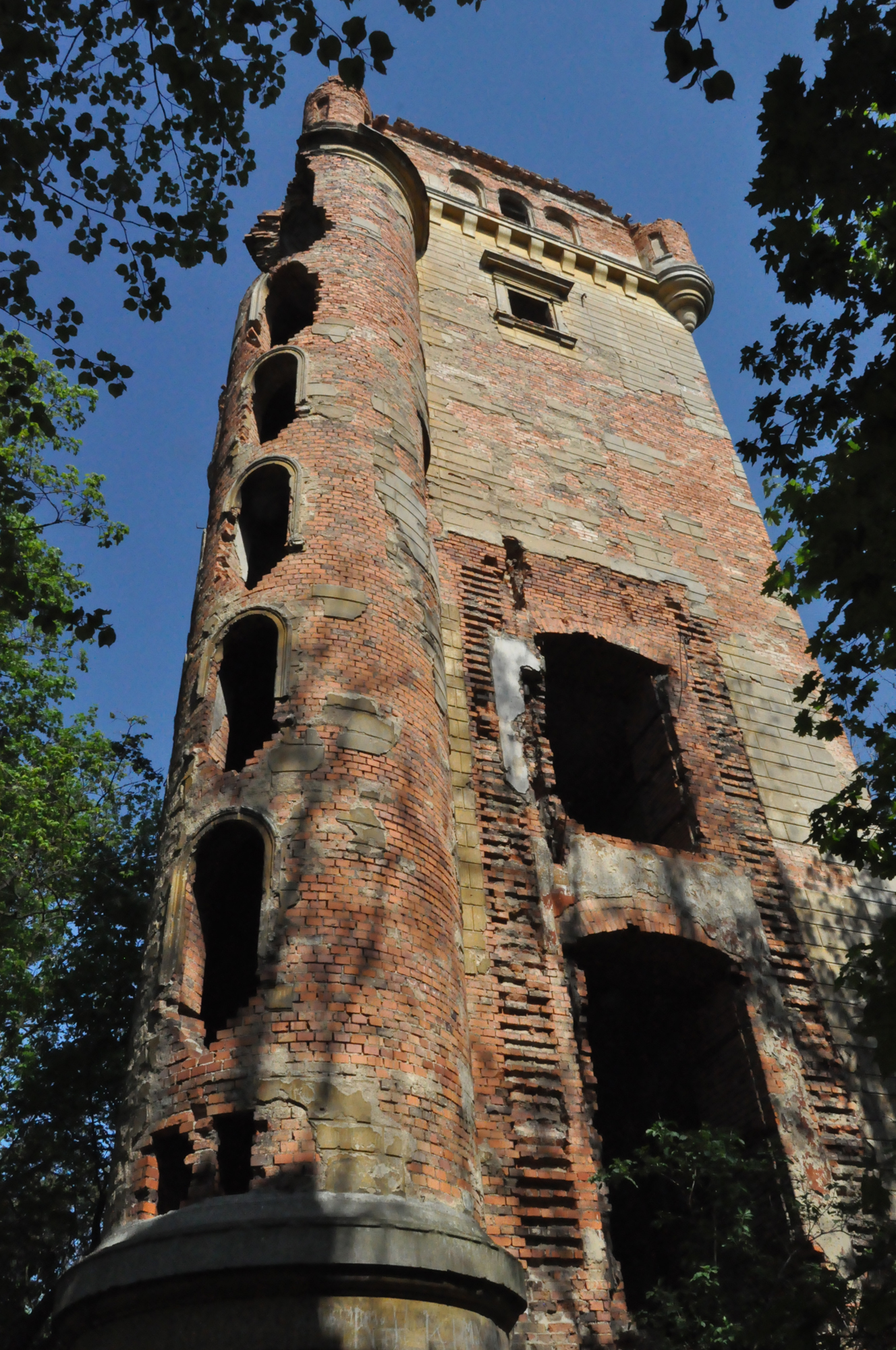
Chwalimierz